# Neurachne
Neurachne es un género de plantas herbáceas perteneciente a la familia de las poáceas. Es originario de Australia.  Comprende 19 especies descritas y de estas, solo 6  aceptadas.

## Taxonomía
El género fue descrito por Robert Brown y publicado en Prodromus Florae Novae Hollandiae 196. 1810. La especie tipo es: Neurachne alopecuroides R.Br.	 
Etimología
El nombre del género deriva de las palabras griegas neuron (nervio) y achne (escala), aludiendo a los muchos nervios de las glumas.

## Especies aceptadas
A continuación se brinda un listado de las especies del género Neurachne aceptadas hasta abril de 2014, ordenadas alfabéticamente. Para cada una se indica el nombre binomial seguido del autor, abreviado según las convenciones y usos.
- Neurachne alopecuroides R.Br.
- Neurachne lanigera S.T.Blake
- Neurachne minor S.T.Blake
- Neurachne munroi (F.Muell.) F.Muell.
- Neurachne queenslandica S.T.Blake
- Neurachne tenuifolia S.T.Blake